# Maia Ciobanu
Maia Ciobanu (født 5. maj 1952 i Bukarest, Rumænien) er en rumænsk komponist, professor og lærer.
Ciobanu studerede på National University of Music i Bukarest hos bl.a. Dan Constantinescu, Stefan Niculescu, Mircea Chiriac og Aurel Stroe. Hun studerede herefter på sommerkurser i Darmstadt hos bl.a. Brian Ferneyhough og Wolfgang Rihm.
Ciobanu har skrevet 2 symfonier, orkesterværker, kammermusik, sonater, koncertmusik etc.
Hun er lektor på National University for Theater and Film og på Spiru Haret University i Bukarest.

## Udvalgte værker
- Symfoni nr. 1 "Journal 88"' - (1988) - for orkester
- Symfoni nr. 2 "fra Enescu" - (2006) - for orkester
- Violinkoncert - (1980) - for violin og orkester
- Koncert (1988) - for slagtøj og bånd